# 桶形芋螺
桶形芋螺（学名：Conus betulinus），又名別緻芋螺，为芋螺科芋螺属的动物。分布于锡兰、马尔加什以及中国大陆的海南等地，生活环境为海水，一般栖息于浅海细沙质的海底以及潮间带低潮线附近。